# Валиахметов, Рифад Миниахметович
Рифад Миниахметович Валиахметов (1938—2014) — советский и российский учёный-педагог, кандидат педагогических наук, профессор, основатель факультета физической культуры Башкирского государственного педагогического университета.
Был автором ряда научных трудов.

## Биография
Родился 4 февраля 1938 года.
В молодости занимался баскетболом. После окончания вуза, в 1980 году защитил кандидатскую диссертацию в институте физической культуры имени П. Ф. Лесгафта на тему «Исследование методики контроля и совершенствования физической подготовленности мотогонщиков в гонках по гаревой и ледяной дорожкам». Это была первая в стране диссертация по проблемам мотоциклетного спорта.
В течение 44 лет работал заведующим кафедрой физического воспитания и был первым деканом факультета физической культуры, заведующим кафедрой теоретических основ физического воспитания и спорта Башкирского государственного педагогического университета. В последние годы был профессором кафедры теории и методики физической культуры и спорта.
Рифад Валиахметов внес большой вклад в развитие спорта в республике, приложив усилия для создания Федерации баскетбола РБ, Федерации русской лапты РБ. Многие годы возглавлял Федерацию русской лапты Республики Башкортостан. Он был также инициатором и организатором традиционного спортивного праздника с более чем 30-летней историей — Уфимского Дня оранжевого мяча.
Умер 25 июня 2014 года в Уфе.
Удостоен званий «Отличник народного просвещения РСФСР», «Отличник просвещения СССР», «Лучший работник физической культуры Российской Федерации», «Заслуженный работник физической культуры Республики Башкортостан», «Заслуженный работник физической культуры Российской Федерации» (2004), «Отличник физической культуры и спорта». Награждён Серебряным знаком Всемирного курултая башкир, знаком «За вклад в развитие спорта в Республике Башкортостан», медалью Николая Озерова и Грамотой Олимпийского комитета России за развитие национальных видов спорта.